# Paavo Nurmi
Paavo Johannes Nurmi (Turku, 13 giugno 1897 – Helsinki, 2 ottobre 1973) è stato un mezzofondista e siepista finlandese, vincitore di nove medaglie d'oro olimpiche e tre d'argento tra il 1920 e il 1928.
È stato uno dei cosiddetti "finlandesi volanti", assieme a Hannes Kolehmainen, Ville Ritola e altri. Durante gli anni venti fu il miglior mezzofondista e fondista del mondo, stabilendo record mondiali su distanze che vanno dai 1 500 metri ai 20 km.

## Biografia
Era il figlio del carpentiere Johan Frederik Nurmi e di Matilda Wilhelmiina Laine. Vinse un totale di nove medaglie d'oro ai Giochi olimpici, dal 1920 al 1928. Nel 1932 non fu in grado di competere ai Giochi olimpici, poiché aveva ricevuto dei soldi per gareggiare ed era quindi considerato un professionista. Ai Giochi olimpici di Anversa del 1920, vinse tre medaglie d'oro: i 10 000 m e le gare di corsa campestre individuale e a squadre, inoltre finì secondo nei 5 000 m.
Nell'edizione del 1924, realizzò un'impresa straordinaria: nello spazio di una sola ora vinse 1500 m e 5000 m. Un'impresa realizzata non a caso, visto che poche settimane prima dei Giochi olimpici, in una riunione al campo di Elaintarha, vicino a Helsinki, sempre nel giro di 60 minuti, aveva corso le stesse distanze. In quell'edizione vinse nientemeno che 5 ori, compresi anche i 3000 m a squadre e, ancora una volta, entrambe le prove di corsa campestre. Questa fu l'ultima volta in cui si corsero le gare di corsa campestre, perché a causa del gran caldo più di metà dei partecipanti abbandonò la gara e molti altri dovettero essere portati in ospedale.
Terminò la sua carriera olimpica ad Amsterdam 1928, vincendo i 10000 m e due medaglie d'argento (5000 m e 3000 m siepi). Continuò a gareggiare anche dopo i Giochi olimpici di Amsterdam, con tutte le intenzioni di partecipare anche a Los Angeles 1932, ma venne marchiato come professionista ed escluso dai giochi.
Dopo il ritiro gestì una merceria ad Helsinki e nel 1952 accese la fiamma olimpica ai Giochi della XV Olimpiade. Morì il 2 ottobre 1973 e venne onorato con un funerale di Stato. Paavo Nurmi parlava correntemente il latino tanto che nel 1952 Gianni Brera, inviato de La Gazzetta dello Sport ai Giochi olimpici di Helsinki, lo intervistò in latino che era l'unica lingua comune ai due visto che il campione finlandese non conosceva l'inglese.
A lui sono state poi dedicate una statua sulla piazza di fronte allo Stadio Olimpico della capitale finlandese che lo raffigura in corsa e un'opera lirica intitolata "Paavo Suuri. Suuri Juoksu. Suuri Uni" ("Paavo il Grande. Una grande corsa. Un grande sogno"), composta dai finlandesi Tuomas Kantelinen e Paavo Haavikko. L'opera fu eseguita per la prima volta nell'agosto del 2000 allo Stadio Olimpico di Helsinki, nell'ambito delle celebrazioni di Helsinki Capitale europea della cultura 2000. Circa un migliaio di persone tra cantanti, musicisti e figuranti furono coinvolti nella rappresentazione, che vide anche l'utilizzo di un elicottero, un carro armato e veicoli dei vigili del fuoco per le scene che rievocavano la guerra.

## Palmarès

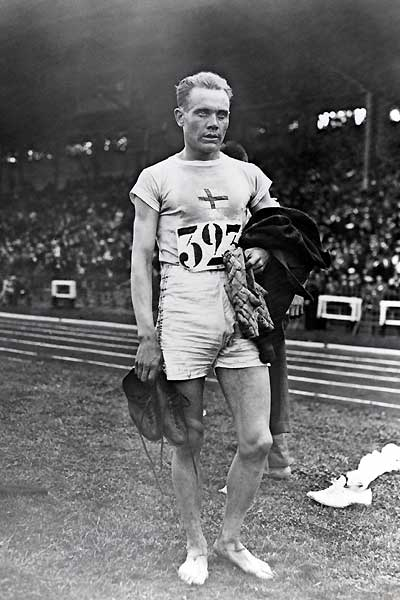
Paavo Nurmi ai Giochi olimpici di

| Anno | Manifestazione  | Sede      | Evento            | Risultato | Prestazione | Note            |
| ---- | --------------- | --------- | ----------------- | --------- | ----------- | --------------- |
| 1920 | Giochi olimpici | Anversa   | 5000 m piani      | Argento   | 15'00"0     |                 |
| 1920 | Giochi olimpici | Anversa   | 10000 m piani     | Oro       | 31'45"8     |                 |
| 1920 | Giochi olimpici | Anversa   | Cross individuale | Oro       | 27'15"0     |                 |
| 1920 | Giochi olimpici | Anversa   | Cross a squadre   | Oro       | 10 p.       |                 |
| 1924 | Giochi olimpici | Parigi    | 1500 m piani      | Oro       | 3'53"6      | Record olimpico |
| 1924 | Giochi olimpici | Parigi    | 5000 m piani      | Oro       | 14'31"2     | Record olimpico |
| 1924 | Giochi olimpici | Parigi    | 3000 m a squadre  | Oro       | 8 p.        |                 |
| 1924 | Giochi olimpici | Parigi    | Cross individuale | Oro       | 32'54"8     |                 |
| 1924 | Giochi olimpici | Parigi    | Cross a squadre   | Oro       | 11 p.       |                 |
| 1928 | Giochi olimpici | Amsterdam | 5000 m piani      | Argento   | 14'40"0     |                 |
| 1928 | Giochi olimpici | Amsterdam | 10000 m piani     | Oro       | 30'18"8     | Record olimpico |
| 1928 | Giochi olimpici | Amsterdam | 3000 m siepi      | Argento   | 9'31"2      |                 |

## Altre competizioni internazionali
1921
- Oro allo Stockholm International Meeting ( Stoccolma), 10000 m piani - 30'40"2

1922
- Oro allo Stockholm International Meeting ( Stoccolma), 5000 m piani - 14'35"4

1923
- Oro al Berlin SCC Finns Meeting ( Berlino), 19210 m

1924
- Oro al Kuopio Natinoal Meeting ( Kuopio), 10000 m piani - 30'06"2
- Oro all'Helsinki Olympic Test ( Helsinki), 5000 m piani - 14'28"2
- Oro all'Helsinki Olympic Test ( Helsinki), 1500 m piani - 3'52"6

1926
- Oro allo Stockholm International Meeting ( Stoccolma), 3000 m piani - 8'20"4
- Oro al Berlin International Meeting ( Berlino), 3000 m piani - 8'25"4